# Blindenpädagogik und Sehbehindertenpädagogik

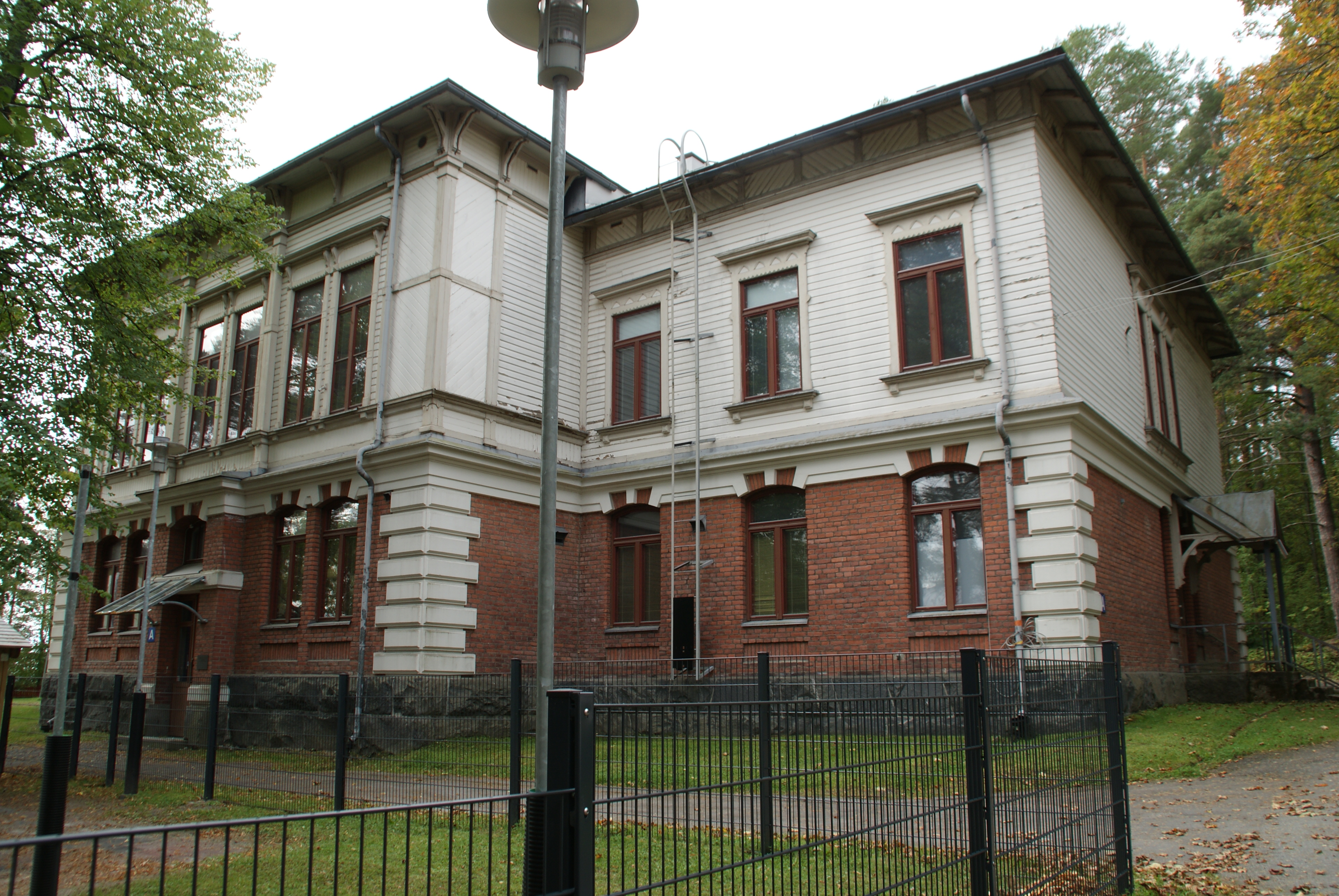
Hauptgebäude der Blindenschule
in Kuopio, Finnland

Die Blindenpädagogik und die Sehbehindertenpädagogik, auch Pädagogik bei Beeinträchtigungen des Sehens oder Pädagogik bei Sehbeeinträchtigung, sind ein zusammengefasstes Teilgebiet der Sonderpädagogik und beschäftigen sich mit sonderpädagogischen sowie didaktisch-methodischen Fragestellungen der Erziehung und Bildung von Menschen, die auf Grund einer Sehschädigung einen sonderpädagogischen Förderbedarf aufweisen.
Hinzu kommen Kompetenzbereiche aus Nachbarwissenschaften z. B. auf Sehgeschädigte bezogene diagnostische und psychologische Aspekte sowie die Augenheilkunde.
Der Terminus Sehschädigung wird üblicherweise als Oberbegriff für die beiden Begriffe Blindheit und Sehbehinderung verwendet. Er impliziert die Sehbehinderung, die hochgradige Sehbehinderung und die Blindheit. Mit den Auswirkungen hochgradiger Sehbehinderung befasst sich sowohl die Blinden- als auch die Sehbehindertenpädagogik, wobei sich die Blindendidaktik auf die Sekundärsinne (Tasten, Hören etc.) konzentriert. Die Sehbehindertendidaktik versucht, durch entsprechende Adaptationen den „Restsinn Sehen“ weitestgehend zu nutzen.
Neben dem Bezug auf medizinisch-augenheilkundliche Definitionen, die in der Regel die Funktionseinschränkungen des Sehens beschreiben, stützt sich die Blinden- und Sehbehindertenpädagogik auf Faktoren, die über die visuellen Fähigkeiten (Visus, Gesichtsfeld, Licht- und Farbaufnahme) hinausreichen. Hier finden bei der Beschreibung des funktionalen Sehvermögens auch visuelle Außenreize (Farbe, Kontrast, Beleuchtung) und die individuellen Voraussetzungen (Kognition, Wahrnehmung, psychische und physische Konstitution) der Betroffenen Beachtung.

## Geschichte
Nach ersten Bemühungen im 18. Jahrhundert (Valentin Haüy, Gründer der ersten Blindenanstalt der Welt, 1784 in Paris) etablierte sich die Blindenpädagogik im Laufe des 19. Jahrhunderts. Durch die Gründung verschiedener Blindenschulen (Johann Wilhelm Klein 1804 in Wien, Johann August Zeune 1806 in Berlin etc.) wurden im deutschsprachigen Raum die Rahmenbedingungen einer institutionalisierten Blindenbildung gelegt, die durch erste Lehrbücher schulpraktisch und theoretisch untermauert wurden (z. B. durch J. W. Klein, Lehrbuch zum Unterrichte der Blinden, 1819).
Das erste Jahrhundert der institutionalisierten Blindenerziehung war durch den Streit um ein einheitliches Schriftsystem geprägt. Haüy, Zeune und Klein unterrichteten ihre Schüler im Hochdruck, einer erhabenen Schrift, die das Schriftsystem Sehender für Blinde zugänglich machen sollte. Probleme traten dabei nicht nur im Lesen auf. Nur einem Bruchteil Blinder gelang es, sich eine Handschrift anzueignen, die für Außenstehende verständlich war. Auf Basis einer Geheimschrift von Charles Barbier auf Basis von Punkten entwickelte Louis Braille 1825 ein Sechspunktschriftsystem, das genau einem Buchstaben in Schwarzschrift eine Punktkombination zuwies. Trotz seiner Vorteile für die schriftliche Kommunikation unter Blinden wurde die Brailleschrift unter den führenden Blindenpädagogen (siehe oben) lange Zeit wegen seiner desintegrierenden Wirkung abgelehnt. Im deutschsprachigen Raum brauchte es bis 1888, bis sich Braille als alleiniges Schriftsystem durchsetzte.
Zunächst war geplant, die Bildungsfähigkeit blinder Kinder nachzuweisen, die zumeist ab dem 10. Lebensjahr in sogenannten Blindenmusteranstalten unterrichtet wurden. An diesen sollten Volksschullehrer Anschauung nehmen, wie diese Kinder unterstützt werden können.
Bis zum Beginn des 20. Jahrhunderts wurden blinde und sehbehinderte Schüler gemeinsam nur nach den Kriterien für Blinde unterrichtet. Grund war eine Hypothese J. W. Kleins, wonach der Sehrest geschont werden müsse. Erst danach setzte langsam eine separate Förderung der Sehbehinderten durch Bildung von Außenklassen an den Blindenanstalten und während der 1960er und 70er Jahre durch Gründung eigenständiger Sehbehindertenschulen ein.

## Theoriebildung im Umfeld einer Pädagogik bei Blindheit und bei Sehbeeinträchtigung

### Allgemeines
Jede Wissenschaft strebt nach Theorien als Systematisierung des Beobachteten, nach einem Erklärungszusammenhang, der in sich plausibel, widerspruchsfrei und von größtmöglicher Aussagereichweite ist. Theorien im Feld einer Pädagogik bei Blindheit und Sehbeeinträchtigung sind an der Schnittstelle von Erkenntnistheorien, Theorien der Geistes- und Sozialwissenschaften (Philosophie, Psychologie, Soziologie und Geschichte) und pädagogischem Handeln anzusiedeln. Sie sind eher als Anwendungstheorien denn als Grundlagentheorien einzuordnen und erreichen vielfach nicht den Status von Theorien, sondern sind Ansätze und Methoden einiger weniger, die im wissenschaftlichen Feld zu wenig Resonanz erhalten haben, um ein stabiles Aussage- und Begründungssystem entwickeln zu können.
Im Folgenden gilt es, die Themenfelder Blindheit und Sehbeeinträchtigung im Hinblick auf Theoriebildung getrennt voneinander zu sichten.

### Theoriebildung im ThemenfeldBlindheit
Eine deutliche Bezogenheit der traditionellen blinden und sehbehindertenpädagogischen Ansätze auf soziale Entwicklungen und gesellschaftliche Diskurse ist ebenso festzustellen wie ihre enge Verbindung zur allgemeinen Erziehungswissenschaft. Die Konzepte der Blindenpädagogik können hinsichtlich ihrer Bezugstheorien in anthropologische, psychologische, soziologische, hermeneutisch-bildungstheoretische, handlungstheoretische und erziehungswissenschaftliche eingeteilt werden, was allerdings der Spezifik einzelner Ansätze nur mäßig gerecht werden kann.
Eine gute Übersicht der unterschiedlichen Konzepte und Ansätze innerhalb der Blindenpädagogik findet sich bei Mersi (1985a). Die Darstellung deckt blindenpädagogische Ansätze für den Zeitraum von etwa 1800 bis 1970 ab.
In den 1990er Jahren trat besonders Boldt (1993) mit phänomenologischen Theoriebezügen hervor. Bei der Nähe zu philosophischen, erkenntnistheoretischen Fragestellungen, die ein Nachdenken über Blindheit und Erkennen von Welt mit sich bringt, verblüfft es, dass phänomenologische Theoriebezüge selten hergestellt wurden. Boldt bildete hier eine Ausnahme. Seine pädagogisch-anthropologische Frage nach dem blinden Menschen zielte auf den konkreten Bezug zwischen Erzieher und Educandus und eine hieraus konzipierte Pädagogik.
Einen sehr wichtigen Beitrag zur Reformulierung des Blindheitsbegriffs der traditionellen Blindenpädagogik leistete die Arbeit von Spittler-Massolle (2001). In der konsequenten Weise, quer
zur bisherigen Argumentationslogik einer Blindenpädagogik zu denken und Blindheit als konstitutives Moment des Sehens zu beschreiben, benutzte er eine Unterscheidung, die zu einer Schemarevision von blind / dunkel : sehen / Licht führen könnte. Seine Dissertation kann als Beginn einer Theoriebildung jenseits eines defektologischen Verständnisses gesehen werden.
Auf der Basis der Lebenswelttheorie von Schütz und der Wahrnehmungstheorie von Merleau-Ponty erkundete Siegfried Saerberg blinde und sehende Wahrnehmungsstile in seiner Dissertation Geradeaus ist einfach immer geradeaus (Saerberg 2006). Er arbeitete in autoethnografischer Weise einen blinden Wahrnehmungsstil, eine „eigensinnige Blindenkultur“ im Sinne einer eigenständigen Sozialform heraus. Mit der Entwicklung eines Typisierungsmodells von Raum als
- „subjektiv innerem Raum“,
- „biografischem Raum“, „der im Wissen um die Orte meiner Biografie besteht“ (Saerberg 2006, S. 256),[8]
- dem „sozialen Standardraum“, der eine Struktur sozialen Wissens darstellt und
- dem „kosmischen Raum“, der „das Wissen um Räumlichkeit und Körperlichkeit im generellen“, das Wissen von objektivierbaren Raumstrukturen beinhaltet (Saerberg 2006, S. 259),[8]

leistete er einen bedeutsamen Beitrag zu einer Blinden-Theorie des Raumes, da dieses Thema als eines der schwierigsten innerhalb der Blindenpädagogik gilt.

### Theoriebildung im ThemenfeldSehbeeinträchtigung
Ansätze und Konzepte der traditionellen Sehbehindertenpädagogik können in ophthalmologische, reformpädagogische, heilpädagogische, anthropologische und emanzipatorische unterteilt werden. Auch
hier finden sich Überschneidungen und Ungenauigkeiten in der Zuordnung, da der individuelle Ansatz meist ein Gefüge aus unterschiedlichen Bezugstheorien darstellt. Historisch interessant sind Ansätze, die von der Idee ausgehen, das geschädigte Auge müsse geschont werden, und mit Ansätzen konkurrieren, die eine Förderung, ein Training des geschädigten Auges für unverzichtbar halten. Gegenüber einer definitionsstarken Blindenpädagogik bestand für die Sehbehindertenpädagogik die schwierige Aufgabe darin, eine solche Pädagogik vom Sehen aus zu konstruieren. Nach mehreren Versuchen zu Beginn des 20. Jahrhunderts gelang es schließlich Beermann (1966) und Mersi (1985b) in Deutschland sowie Barraga (1964) in den USA, Sehbehindertenpädagogik in einer nicht mehr zu hintergehenden Eigenständigkeit zu fundieren.
Wie in der Blindenpädagogik finden wir auch in der Sehbehindertenpädagogik zwar verschiedene Spezialisierungen und theoriebezogene Ausarbeitungen, jedoch in den letzten 30 Jahren keine Gesamtentwürfe mehr. Dies könnte mit dem Ende der großen Erzählungen (Lyotard 1986); und der Beschränkung der Theorien auf engere Gegenstandsbereiche zu tun haben, wie die Entwicklung didaktischer Theorien (Schindele 1985, Austermann 1992, Degenhardt 2003, Lang et al. 2008;), das Konzept der ästhetischen Erziehung (Mersi 1988;; Pluhar/Rath 1985), integrative Blinden- und Sehbehindertenpädagogiken (Hudelmayer 1978; Schindele 1977; Appelhans 1983, 1988, 1993; Rath 1987, 1990) oder die Bereiche Technologie (Boldt 1993; Degenhardt et al. 1996), Medien (Degenhardt 1999), Typhlographik (Fromm 1993), Frühförderung (Brambring 1999; Düren 1986; Walthes/Klaes 1994; Walthes 1997a; Strothmann/Zeschitz 1997), komplexe Beeinträchtigung (Nater 1985, 1986 Rath 1975, 1985a; Solarová 1975; Degenhardt/Henriksen 2009), Orientierung und Mobilität (Brambring 1994 Degenhardt, R. 1990 Weinläder 1994), Diagnostik (Walthes 2003 Hyvärinen/Jacob 2011, ²2019) Low Vision (Nef-Landolt 1990 1992 1993 Rath 1986), Psychomotorik (Krug 2001) und vieles mehr.
Es könnte aber auch mit dem in den 1970er Jahren vollzogenen Paradigmenwechsel und einer verkürzt verstandenen Orientierung am Normalisierungsprinzip zusammenhängen.
Die gerade auch in der traditionellen Blinden und Sehbehindertenpädagogik vehement geführte Debatte um die schulische und soziale Integration vergröberte gewissermaßen die Argumentationsstruktur
auf den binären Code Gegner und Befürworter, wobei die Gegner sich als Verteidiger der BeSonderung auf Grund besonderer Eigenschaften ebenso wenig inhaltlich differenziert äußerten wie die Befürworter sich als Verteidiger der gemeinsamen Lebenswelt und sozialen Realität darstellten. So wichtig und unverzichtbar der Integrationsdiskurs für die Weiterentwicklung der sozialen und integrationspädagogischen Elemente der Blinden und Sehbehindertenpädagogik war und ist, so wenig geeignet war dieser Diskurs für die Herausbildung differenztheoretischer Überlegungen.
Mit den zunächst ebenfalls eher sozialpolitischen Überlegungen und Forderungen nach Inklusion und einer gemeinsamen, gleichberechtigten Teilhabe und Mitwirkungsmöglichkeit aller könnte der Inklusionsbegriff, weil er auf der Differenz aufbaut, eher geeignet sein, spezifische Elemente bei grundsätzlicher Anerkennung der Gemeinsamkeiten herauszuarbeiten (Hinz 2002).
Die Möglichkeiten einer Theorie der Differenz von Blindheit und Sicht seien bis dato nicht genutzt worden; – die bisherige Inklusions-Debatte habe nicht zu einem grundsätzlichen Nachdenken über die spezifischen Wahrnehmungs- und Aneignungsweisen geführt (Hinz/Walthes 2011). Aus der „Beobachtung von Theorien“ der Blindenpädagogik und solchen der Sehbehindertenpädagogik bleibe es für die Forschenden unumgänglich, festzustellen,
„daß jede Beobachtungsoperation eine eigentümliche Kombination von Blindheit und Sicht ist, also auch die seine [die des Beobachters] (Hilfsergänzung v. R. Walthes), und daß es die Blindheit für Bestimmtes ist, die Sichten auf Bestimmtes eröffnet und daß diese Sichten ohne Blindheiten nicht zustande kämen“ (Luhmann/Fuchs 1989).
Diesen Satz gelte es, auf die beobachteten Theorien anzuwenden, d. h. sich den Theorien unter diesem Aspekt zu nähern, so R. Walthes, eine Forscherin in diesem Bereich.

## Studium
Das Studium sieht sich, genauso wie die Blinden- und Sehbehindertenpädagogik an sich, Veränderungen ausgesetzt. Auf eine Zunahme von sehgeschädigten Kindern mit mehreren Behinderungen muss auch im Rahmen der Ausbildung stärker eingegangen werden.
Heute existieren die Blindenpädagogik und die Sehbehindertenpädagogik im schulischen und hochschulischen Kontext gleichwertig nebeneinander. Seminare werden zumeist übergreifend angeboten und sollen zu einer breiteren Perspektive führen.
Das Studium der Blinden- und Sehbehindertenpädagogik bzw. der Pädagogik bei Sehbeeinträchtigungen ist im deutschsprachigen Raum an sieben Hochschulen möglich: an der Humboldt-Universität zu Berlin, an der Technischen Universität Dortmund, an der Universität Hamburg, an der Pädagogischen Hochschule (PH) Heidelberg, an der Philipps-Universität Marburg in Kooperation mit der Deutschen Blindenstudienanstalt (BliStA), an der Julius-Maximilians-Universität Würzburg und an der Hochschule für Heilpädagogik Zürich. Bei dem Marburger Studiengang handelt es sich um eine berufsbegleitende Weiterbildung für Fachkräfte als Masterstudiengang.
Die Studierenden haben Zugriff auf Fachbibliotheken zur Pädagogik, Didaktik und Psychologie sowie Diagnostik der Blinden und Sehbehinderten. Die Ausbildungsstätten verfügen über Lehrmittelsammlungen, die sowohl historisch interessante als auch aktuelle Materialien enthalten; Werkstätten, in denen spezifische Materialien in professioneller Qualität für hochgradig Sehbehinderte hergestellt werden können und Arbeitsplätze, an denen sich blinde und sehbehinderte Studierende sowie Studierende der Fächer Blinden- und Sehbehindertenpädagogik im computerunterstützten Lesen und Schreiben üben können.
Die Studieninhalte sind in die Fächer Sonderpädagogik und Schulpädagogik (Didaktik), Psychologie, Diagnostik gegliedert. Neben diesen Studieninhalten belegen die Studierenden der Blinden- und Sehbehindertenpädagogik (u. a. Augenheilkunde).